# Laneco (bướm đêm)
Laneco là một chi bướm đêm thuộc họ Geometridae.